# 尋常性痤瘡
尋常性痤瘡（じんじょうせいざそう、英語: acne vulgaris）は、顔や背と胸に見られる炎症性皮膚疾患の一つ。単に痤瘡（ざそう、acne）、または面皰（めんぽう）ともいう。「痤瘡」は「ざ瘡」「座瘡」とも表記する。「尋常」は、普通にという意味。英語での語源となっているアクネ菌は、皮膚の常在菌である。
一般に特に青少年の顔面に生じるものをにきびと呼び、それ以外は吹き出物（ふきでもの）と呼ぶことが多い。「にきび」の語源は諸説ある。
ざ瘡は、医薬品を処方する際の便宜上、表在性皮膚感染症に分類されることが多いものの、感染症とする根拠はない。日本では90%以上の者が経験する。
治療では、1990年代以前は、抗生物質内服で炎症のあるにきびが治療対象だったが、2008年には日本でもレチノイド（ビタミンA誘導体）のアダパレンが承認され炎症前の治療が可能となり、抗生物質による耐性菌増加の懸念から代わりに過酸化ベンゾイルも用いられるようになった。
アメリカ合衆国の治療ガイドラインで、推奨度とエビデンスレベル共に最も高いのは、「抗生物質と過酸化ベンゾイル併用」もしくはアゼライン酸である。こうした薬剤は皮膚を乾燥させる傾向にあり、にきびの人に適した保湿剤が役立つ。ティーツリー配合ジェル、紅茶や緑茶成分の入った化粧水の有効性も報告されている。

## 症状と徴候

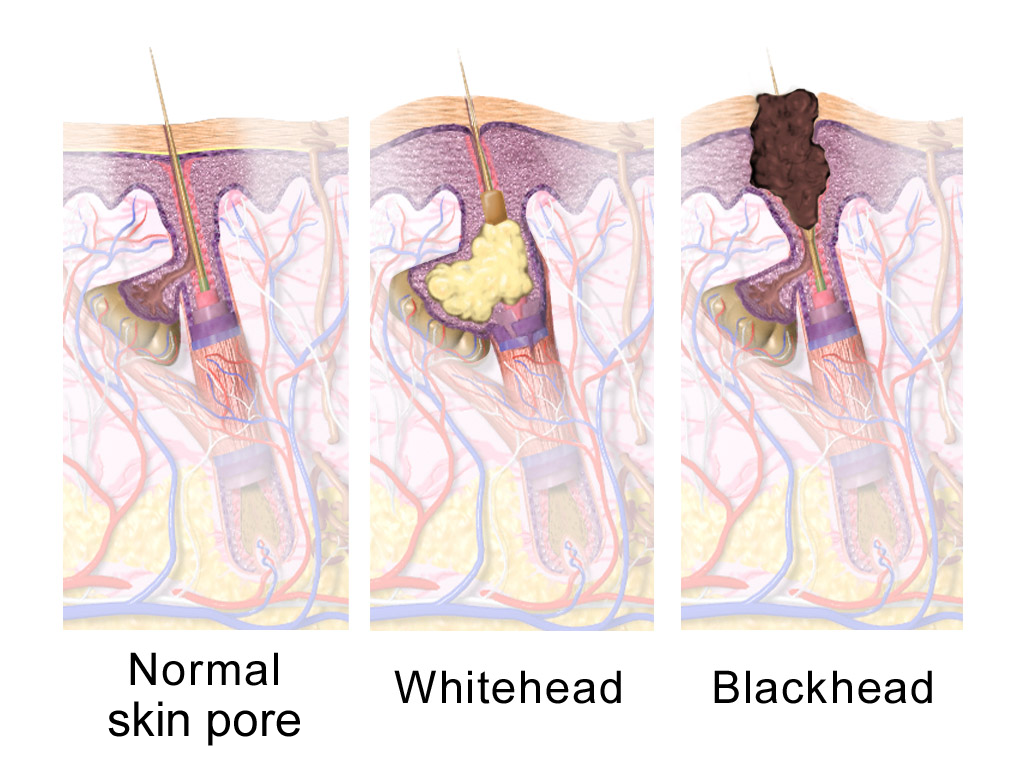
断面の模式図

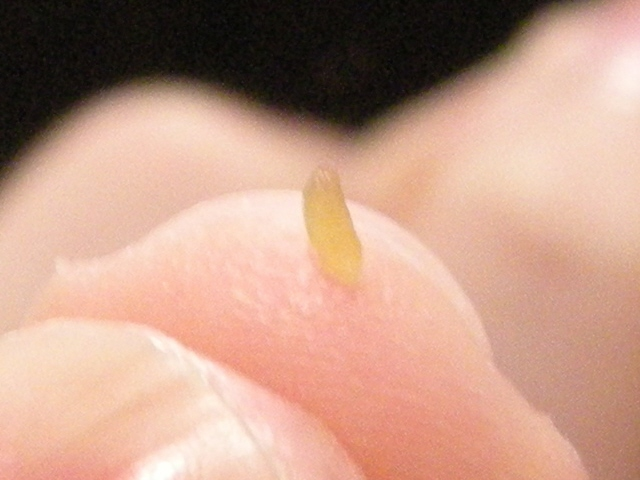
黒にきびを潰して出てきた皮脂の塊（角栓）

前額部（おでこ）、頬、口の周り、下顎、背中や胸の中央など皮脂分泌量の多い皮膚に生じる発疹で、面皰と呼ばれる毛包に角質や皮脂が詰まった皮疹で下述の種類がある。臨床的には、「非炎症性ざ瘡」と「炎症性ざ瘡」に大別される。
1. 白ニキビ - 毛穴に皮脂が詰まる。患部が膜で覆われて表面はまだ閉じており、発疹は白から乳白色。皮脂の栓は押しても容易に圧出しない。
2. 黒ニキビ - 毛孔が閉鎖している。白ニキビが少し進行した状態で、皮脂が盛り上がり穴があくことで患部を覆う被膜が開き、内容物が酸化して黒っぽく変色。皮脂の栓は押すと容易に圧出する。
3. 赤ニキビ[13] - 黒ニキビがさらに進行した状態で、毛穴に詰まった皮脂に雑菌やアクネ菌が繁殖。好中球、リンパ球による炎症を生じ炎症性皮疹である赤色丘疹や内部に膿が溜まった膿疱へと移行する。

囊腫壁が破裂すると皮下膿瘍や硬結となる。その後、囊腫を生じた部分に線維化が起きると、瘢痕やケロイドを生じることもある。
| 状態                         | 重症度                                                                                  | 特徴など |
| ---------------------------- | --------------------------------------------------------------------------------------- | --- |
| 面皰 白ニキビ、黒ニキビ      | 非炎症性                                                                                | 直径 1-3mm |
| 丘疹 赤ニキビ                | 炎症性                                                                                  | 直径 2-5mm。 比較的深い病変                                                                                                   |
| 膿疱 赤ニキビ                | 炎症性                                                                                  | 直径 2-5mm。 丘疹よりも浅い病変                                                                                               |
| 結節                         | 炎症性 化膿していない                                                                   | 丘疹よりも大きくて深い |
| 嚢腫                         | 化膿した結節                                                                            | 嚢腫が深部膿瘍を形成することがある。 微小な深い陥凹（アイスピック瘢痕）、大きな陥凹、浅い陥没、肥厚性の瘢痕を残すことがある。 |
| 集簇性ざ瘡 (acne conglobata) | 最重症 （膿瘍、排膿を伴う瘻孔）                                                         | 女性より男性に多い 瘻孔を形成した面皰、ケロイド様や萎縮性瘢痕を生じる。                                                       |
| 電撃性ざ瘡 (acne fulminans)  | 潰瘍性 （発熱を伴い急性発症）                                                           | 突然出現する融合した膿瘍と出血性壊死。 白血球増多、関節痛、関節腫脹の症状も出現することがある。                               |
|                              |                                                                                         | |
| 顔面膿皮症 別名：電撃性酒さ  | 発疹は紅斑を伴う皮膚の隆起や膿疱。 若年女性の顔面中央（下顎、頬部、前額部）に突然出現。 | 発疹は紅斑を伴う皮膚の隆起や膿疱。 若年女性の顔面中央（下顎、頬部、前額部）に突然出現。                                       |

※ MSDマニュアルから引用し改変。

## 原因
発症に関わり胃腸障害、内分泌障害、代謝障害、肝機能障害、細菌感染、精神的因子、遺伝的要素などいくつかの仮説（出典が古すぎる）があるが、詳細は解明されていない。皮膚常在菌のアクネ菌が炎症箇所の毛穴分泌物から検出されることから、毛包（毛穴）が男性ホルモンと細菌と皮脂の相互作用によって炎症を起こすとする説が有力である。テストステロンの増加による皮脂分泌増加が知られており、テストステロンが高いことで皮脂腺が詰まりやすくなり、にきびが増えるとも考えられている。
さまざまな薬剤の副作用や薬物相互作用で生じる皮疹は薬疹として分類される。また、内分泌疾患の随伴症状としても皮疹が生じることがある。
薬剤の副作用では以下。
- 上皮成長因子受容体(EGFR)阻害剤の副作用として、ざ瘡が高頻度で認められる。ゲフィチニブ（イレッサ）の臨床試験（第III相）では、10%以上の症例が因果関係ありと判定された[17]。アファチニブ（ジオトリフ）の臨床試験（第III相）では、約30%のざ瘡症例が認められている[18]。
- テストステロン誘導体であるダナゾールの副作用として、ざ瘡が10%以上に認められる[19]。

時にベーチェット病（自己免疫疾患）、Sweet病（好中球性皮膚症）、潰瘍性大腸炎（UC）に伴う壊疽性膿皮症などの随伴症状であることがある。

### 要因
発症機序に関わる研究では、この10年間でざ瘡の背後にあるメカニズムの理解が指数関数的である。西洋食、乳製品、FOXO1とmTORC1の相互作用やアゴニストおよびアンタゴニストの役割は解明されつつある。思春期の成長ホルモンおよびインスリンとIGF-1（インスリン様成長因子1）伝達の相互作用を支持するエビデンスが増えてきている。副腎と性腺のアンドロゲン代謝に影響を与えることによってざ瘡の病因における因果的役割を有している。牛乳摂取と高血糖の食事は、インスリンおよびIGF-1媒介PI3K/Aktの活性化により皮脂腺生成細胞とケラチン生成細胞の増殖、脂質生成・皮脂性を誘導し、ざ瘡を悪化させる。さまざまな症候群の一部として、ざ瘡の発生は、IGF-1とざ瘡の間の相関を支持する証拠を提供する。

#### 牛乳、乳製品との関連性
- 米国皮膚科学会での2016年8月の報告は因果関係は不明であるが、ざ瘡と低脂肪牛乳や無脂肪牛乳と関連（p=0.01）が示された。全ての乳製品の摂取量、飽和脂肪酸、トランス脂肪酸（不飽和脂肪酸）、血糖負荷との有意な関連はみられなかった。また、総エネルギー摂取量や体格指数（BMI）との有意な関連もみられなかった[23]。
- 牛乳の摂取制限は、肥満・糖尿病・癌・神経変性疾患・ざ瘡などの流行疾患の予防に多大な影響を与える[24]。
- 牛乳はざ瘡に悪影響である[25]。
- 牛乳の摂取量はざ瘡の有病率と重症度を増加させる研究報告がある[26]。乳製品やグリセミック指数が高い食品の影響があることを支持する説得力のあるデータが存在する[26]。
- ハーバード大学公衆衛生学部が4,237人の男性を対象とした調査では、総ミルク1.16 (95%CL 1.01-1.34, p=0.77)、全乳(2%)1.10（95%Cl 0.94-1.28, p=0.83）、低脂肪乳(1%)1.17(95%Cl 0.99-1.39, p=0.08)、無脂肪乳1.19 (95%Cl 1.01-1.40, p=0.02)[27]。無脂肪乳の摂取量とざ瘡の間に正の関連を示している[27]。
- ハーバード大学公衆衛生学部が47,355人の女性を対象とした調査では、総ミルク1.22(95%Cl 1.03-1.44, p=0.002)、全乳1.12(95%Cl 1.00-1.25, p=0.56)、低脂肪乳1.16(95%Cl 1.01-1.34, p=0.25)、無脂肪乳1.44(95%Cl 1.21-1.72, p=0.003)[28]。インスタントの朝食と飲み物、シャーベット、カッテージチーズ、クリームチーズもざ瘡と積極的に関連していた[28]。全乳と無脂肪乳の摂取が、ざ瘡と正の関連を示している[28]。
- 牛乳は潜在的なざ瘡の原因として最も検討すべき要因の一つである[29]。乳清タンパク質の含有量が高い場合は特にIGF-1レベルの増加を誘発する[29]。IGF-1は皮膚細胞の成長・分裂を促進し、皮脂産生、黄体形成ホルモンおよびエストロゲン産生の効果がある[29]。したがって、乳由来タンパク質のサプリメントの使用によって誘発されたざ瘡のメカニズムに関連しうる[29]。IGF-1の上昇は例えば、アンドロゲン・成長ホルモン・グルココルチコイドなどの面皰因子を媒介すると思われる[29]。別の研究によれば、インスリン様成長因子1 (IGF-1) の血漿濃度は、ざ瘡ではない人々と比較し有意（p=0.04）に高かった。また、重症度とも相関(p=0.01)していた[30]。

#### 食事構成
- 中等度から重度のざ瘡が無脂肪乳、チーズ、ヨーグルト、菓子、ケーキ、チョコレート、1親等の肥満（BMI≥30）家族歴、牛乳の高摂取、魚の低摂取、果物・野菜の低摂取と関連している[31]。
- 西洋型食生活によって引き起こされる炎症性症状だということを示唆している研究がある[32]。
- ざ瘡に対するグリセミック指数・血糖負荷と牛乳の影響を、内分泌学的メカニズムの説明だけでなく食事の変更に関連する臨床的エビデンスを提供する[33]。
- 18 - 25歳の248人（男性115人・女性133人）に対して脂肪・砂糖・果物・野菜の摂取傾向を2012年1月 - 5月にニューヨーク市で調査した[34]。中度から重度のにきび患者は、グリセミック指数(P<0.001)、砂糖(P<0.001)、1日の牛乳摂取量(P<0.001)、飽和脂肪酸(P<0.001)、トランス脂肪酸(P<0.001)、1日の魚摂取(P=0.002)と関連があった[34]。
- 2012年にフランスで行われた15〜24歳を対象とした疫学的な調査では、チョコレートや甘い菓子を毎日食べている人は、ざ瘡になるリスクが2.38倍であった[35]。一方、煙草を毎日10本以上吸っている人はリスクが0.44倍、大麻を使用している者はリスクが2.88倍であった[35]。これらは統計学的に有意であり、ざ瘡に関連していることが分かった[35]。砂糖・脂質・牛乳の関連については未調査[35]。
- チョコレートとの関連性は認められなかったとする報告もある[36][6]。しかし、小規模な試験でカカオバターを摂取したグループにざ瘡を誘発したとする報告がある[37][6]。
- 西洋型食生活によってmTORC1シグナル伝達が増強され、BMI指数が増加しインスリン抵抗性および早期初潮とざ瘡発症の関連を説明できる[38]。

遺伝要因としては、中程度から重度のざ瘡は、一親等の親族にざ瘡患者がいる家族歴に強く関係していた(オッズ比3.41、95%信頼区間2.31-5.05)。女性と比較し、男性でBMI指数が低い人ほどリスクは減少する。喫煙との関連はみられない。牛乳の摂取が多いとリスクが増加し、週3以上の摂取では（オッズ比1.78、95%信頼区間1.22-2.59）であった。全乳より無脂肪乳でリスクが高まる。魚の摂取は保護影響（オッズ比0.68、95%信頼区間0.47-0.99）と関係していた。月経とざ瘡の関連はみられなかった。

## 診断

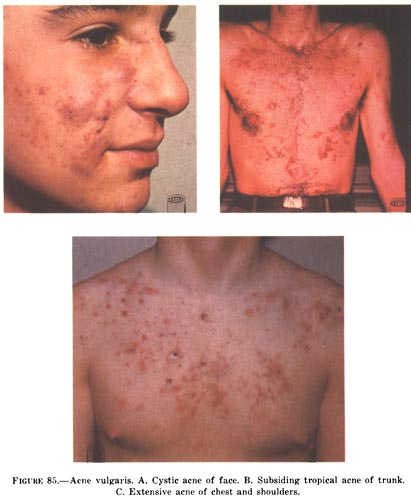
顔・体幹部に出現したにきび

### WHO国際疾病分類(ICD-10)
疾病及び関連保健問題の国際統計分類

- ICD-10 第12章:皮膚および皮下組織の疾患
  - L60-L75 皮膚付属器の障害
    - L70 ざ瘡<アクネ>

1. 顔面尋常性ざ瘡(L70.0)
2. 尋常性ざ瘡(L70.0)
3. 膿疱性ざ瘡(L70.0)
4. 面皰(L70.0)
5. 集簇性ざ瘡(L70.1)
6. 粟粒性壊死性ざ瘡(L70.2)
7. 痘瘡性ざ瘡(L70.2)
8. 熱帯性ざ瘡(L70.3)
9. 小児ざ瘡(L70.4)
10. 新生児ざ瘡(L70.4)
11. 若年性女子表皮剥離性ざ瘡(L70.5)
12. ステロイドざ瘡(L70.8)
13. 膿痂疹性ざ瘡(L70.8)
14. ざ瘡(L70.9)
15. ざ瘡様発疹(L70.9)
16. 顔面ざ瘡(L70.9)
17. 口囲ざ瘡(L70.9)

### 鑑別疾患
類似の所見を示す副作用や別の疾患と区別するため、下記疾患との鑑別を行う。
- WHO国際疾病分類(ICD-10)
  - L00-L08 皮膚及び皮下組織の感染症
- 好中球性皮膚症（Sweet病）[40]
- 毛嚢炎、脂漏性湿疹
- 扁平疣贅（へんぺいゆうぜい）[41]
- マラセチア属真菌による表皮症状[42]
  - 面疔、毛嚢炎、マラセチア毛包炎[43]など

### 重症度判定
皮疹の個数で判定されている。日本皮膚科学会の尋常性痤瘡治療ガイドライン2016より引用のほか異なる重症度分類がある。
| 程度   | 日本皮膚科学会 片顔の炎症性皮疹数 | MSDマニュアル                                                                                          |
| ------ | --------------------------------- | --- |
| 軽症   | 5 個以下                          | 面皰が20個未満、または炎症性病変が15個未満、 または総病変数が30個未満                                  |
| 中等症 | 6 個以上 20 個以下                | 面皰が20個以上100個未満、 または炎症性病変が15個以上50個未満、 または総病変数が30個以上125未満         |
| 重症   | 21 個以上 50 個以下               | 嚢腫が5個以上、 または総面皰数が100個以上、 または総炎症性病変数が50個以上、 または総病変数が125個以上 |
| 最重症 | 51 個以上                         | - |

## 治療
日本では1993年に抗菌薬のナジフロキサシンの軟膏が承認されるまでは、内服の抗菌薬（抗生物質）や硫黄製剤が中心となっており、炎症のある皮疹のみを対象としていたが、2008年にレチノイドのアダパレンが承認された。その後、2015年には耐性菌を生まない過酸化ベンゾイルゲルが用いられるようになった。
ステロイドは外用薬、内服薬共に推奨されない。
- 皮脂分泌を過剰にする恐れのある、脂肪分の多い食品の摂食量削減[6]。
- 生活習慣の改善。
- 1日1-2回、低刺激性の石鹸で洗いこの際、抗菌石鹸やスクラブ入り洗顔フォームの使用は、有用な皮膚常在菌を過剰に洗い流し、かつ皮膚を刺激し悪化させるおそれがある[44]。

### 医薬品による治療

#### 外用薬
処方箋医薬品では、日本の皮膚科で一般的に処方される抗菌剤配合の局所外用剤として下記がある。。
- 抗菌薬（抗生物質） - クリンダマイシン、ナジフロキサシン、2015年承認のオゼノキサシン[6]。

局所外用剤として下記があり、抗菌薬と併用されることもあり、また維持期にはこれらを用いる。
- 過酸化ベンゾイル、殺菌作用を持つ[6]。過酸化ベンゾイル3%とクリンダマイシン1%（抗生物質）の配合ゲル。
- アダパレン（レチノイド）、角化の異常を是正する[6]。アダパレン0.1%と過酸化ベンゾイル2.5%の配合ゲル。

アゼライン酸は、米国のガイドラインで「過酸化ベンゾイルとクリンダマイシンの併用」と共に、推奨度Aでかつエビデンスレベルが最高のIになっているが、日本では医薬品としては未承認で保険適応外であることから選択肢のひとつとされる。これは小麦など穀類や酵母に含まれる成分で抗菌、皮脂分泌抑制、抗炎症作用、角化異常の抑制作用があり商品名DRX AZAという、病院専用の化粧品に配合され販売されている。
ケミカルピーリングは日本で保険適応外で、治療法同士の比較がないことから、2016年のガイドライン推奨度は低くなっている。
硫黄製剤（軟膏など）は、ざ瘡への適応があるが、日本の治療ガイドライン2017では臨床試験が行われていないことから推奨する十分な根拠がないとされているが、選択肢のひとつとされている。
一般医薬品、処方箋不要の薬剤としては、サリチル酸やレゾルシノール、硫黄を含んだクリーム状の薬（軟膏）で、これらは吹き出ものを乾かす効果があるが、若干のかさつきが生じる場合がある。古くからある民間療法としては硫黄液がある（足白癬#硫黄も参照）。
保湿剤が役に立つ理由は、過酸化ベンゾイル、アダパレンやイソトレチノインなどレチノイド医薬品や、サリチル酸は皮膚を乾燥させる傾向があるためであり、「オイルフリー」「ノンコメドジェニック」「毛穴につまらない」といった表示はにきびを起こしそうにないという商品の説明書きとなり、使用から4-8週間後ににきびが減る。ジメチコンとグリセリンは「オイルフリー」などといった説明に対応する頻繁に併用されている成分で、面皰を起こさず低アレルギー性なのでにきびのある人に適しており、緑茶成分（後述）、抗炎症性の裏付けのある亜鉛を含んでいるものもある。

#### 抗生物質内服
抗生物質の内服は皮下膿瘍や囊腫内での細菌増殖を抑える。
- アメリカ合衆国の副作用の強いイソトレチノイン使用前の抗生物質の平均使用期間は331.3日、1年以上使用した症例は33.6%であった。複数の医療機関を利用してた事例に限ると、平均使用期間は380.2日。抗生物質の第一選択肢としてミノサイクリンが44.4%、ドキシサイクリンが40.5%、アジスロマイシンが3.2%。第二選択肢はアジスロマイシンが20.3%。ドキシサイクリン使用者の80%が次にミノサイクリンを使用した可能性が高い[48]。
- イギリスの一般開業医を対象とした、後ろ向きコホート研究の報告。テトラサイクリン系による内服治療の平均継続期間は175.1日であった。29%の症例が6ヶ月を超えていた。ざ瘡の重症度と臨床転帰は不明[49]。

### 栄養素の外用・内服
ビタミンAの誘導体であるレチノイドが医薬品として承認されている。
- アダパレン（前述）

海外では、ざ瘡治療の主流となっている内服のトレチノイン、イソトレチノインは、日本では未承認医薬品であり副作用、特に催奇性が注意喚起されている。内服のイソトレチノインの胎児危険度分類は、最も危険なカテゴリーXとされている。米国におけるざ瘡治療薬のシェアは、イソトレチノインが65.2%、ドロスピレノンが9.4%、ミノサイクリン（主に1mg/kg徐放剤）が7.0%、ドキシサイクリンが2.1%、などとなっている。
ビタミンC誘導体について日本の2017年のガイドラインは、有効性を支持する報告はあるが保険適用外なため、治療の選択肢のひとつとし、そのほかA、Bなどは外用の試験報告はないとしている。1998年以降、アスコルビン酸リン酸ナトリウム（リン酸ビタミンC）といったビタミンC誘導体、レチノイド（ビタミンA誘導体）、リン酸ビタミンEのようなビタミンE誘導体といった、皮膚に吸収されやすいビタミン外用薬を塗布することで、にきびや炎症後の色素沈着の改善が国内外で継続的に報告されている。2017年のレビューではナイアシンアミド（ビタミンB3）の外用で抗生物質と同等の効果があるという試験が複数あった。（それぞれの詳細はそれぞれの記事を参照）
内服薬では、皮膚の新陳代謝を促すビタミンB2、皮膚の抵抗力を高めるビタミンB6の他、色素沈着などを防ぐためにビタミンCが使用されることがある。
漢方薬の、十味敗毒湯、荊芥連翹湯、清上防風湯を選択肢のひとつとしてもよく、後ろ2つは適応もある。
紅茶エキスによる治療効果も報告されている（後述）。抗酸化による研究はあまり行われてきておらず、2013年にランダム化比較試験が報告され、マリアアザミの抗酸化物質としての成分シリマリン（主な活性成分シリビニンを含む）、細胞内の抗酸化作用を持つグルタチオンの合成に関わるN-アセチルシステイン、抗酸化作用のある必須ミネラルのセレンは、それぞれ偽薬に比較して8週間で病変数を半減させ（この点でセレンは若干効果が弱く半減とまではいかない）、血中のグルタチオン濃度など酸化ストレスマーカーにも変化があった。

### 民間療法
ティーツリーオイルを5%に希釈したジェルは、ランダム化比較試験 (RCT) で偽薬に比較して、にきびの数と重症度を有意に減少させた。
紅茶や緑茶にはカテキンやその他が含まれるが、紅茶化粧水を使ったRCTで、2か月後に紅茶化粧水では病変数が有意に減少し、偽薬群で病変数に変化無し、緑茶化粧水のRCTでも有意に減少、または比較対照はないが1か月半後に約6割の病変数の減少。
ほか
- アロエベラ
- ゴボウ
- ブルーフラッグ（学名: Iris versicolor, 英: Blue flag）
- サルサパリラ

## 各国のガイドライン
『尋常性痤瘡治療ガイドライン2017』（日本皮膚科学会）では先に述べた通り抗菌薬は抗菌薬以外との併用が条件であるが、推奨度を示す。外用抗菌薬では炎症性皮疹に、外用抗菌薬（クリンダマイシン、ナジフロキサシン、オゼノキサシン）を強く推奨する。
| 薬剤名                  | 適応分類 | 胎児危険度分類 | 胎児危険度分類 | 推奨度              |
| 薬剤名                  | 適応分類 | US             | AU             | 推奨度              |
| ----------------------- | -------- | -------------- | -------------- | ------------------- |
| ドキシサイクリン        | なし     | D              | D              | A （強く推奨）      |
| ミノサイクリン          | なし     | D              | D              | A* （推奨）         |
| ロキシスロマイシン      | あり     | B1             |                | B （推奨）          |
| ファロペネム            | あり     |                |                | B （推奨）          |
| テトラサイクリン        | なし     | D              | D              | C1 （選択肢の一つ） |
| エリスロマイシン        | なし     | B              | A              | C1 （選択肢の一つ） |
| クラリスロマイシン      | なし     | C              | B3             | C1 （選択肢の一つ） |
| レボフロキサシン        | あり     | C              |                | C1 （選択肢の一つ） |
| トスフロキサシン        | あり     |                |                | C1 （選択肢の一つ） |
| シプロフロキサシン      | なし     | C              | B3             | C1 （選択肢の一つ） |
| ロメフロキサシン        | なし     |                |                | C1 （選択肢の一つ） |
| セフロキシム アキセチル | あり     |                |                | C1 （選択肢の一つ） |

ざ瘡（炎症性皮疹）への適応を有するロキシスロマイシンは、ファロペネムやミノサイクリンと比較して有意差がなかった日本のRCT報告があり、副作用は軽微であった。ミノサイクリンの有効性は確立されているものの、副作用の頻度が高く、重篤な副作用もあることから注意喚起されており、2012年のコクランレビューで推奨されているとしている（このコクランレビューの詳細は後述）。
2016年の米国皮膚科学会のガイドラインは以下。
| 薬剤                                   | 勧告の強さ | エビデンスレベル |
| -------------------------------------- | ---------- | ---------------- |
| 過酸化ベンゾイル                       | A          | I, II            |
| 外用抗生物質                           | A          | I, II            |
| 抗生物質＆過酸化ベンゾイル             | A          | I                |
| 外用レチノイド                         | A          | I, II            |
| レチノイド＆過酸化ベンゾイル／抗生物質 | A          | I, II            |
| アゼライン酸                           | A          | I                |
| 外用ダプソン                           | A          | I, II            |
| サリチル酸                             | B          | II               |
| 代替医療                               | B          | II               |

硫黄、ニコチンアミド、レゾルシノール、スルファセタミドナトリウム、塩化アルミニウム、亜鉛 の推奨をサポートできる限られたエビデンスがある。代替医療ではティートゥリーオイル、アーユルヴェーダの薬、薬草抽出物を挙げている。
| 薬剤                                                                     | 勧告の強さ | エビデンスレベル |
| ------------------------------------------------------------------------ | ---------- | ---------------- |
| テトラサイクリン系（テトラサイクリン、ドキシサイクリン、ミノサイクリン） | A          | I, II            |
| マクロライド系（アジスロマイシン、エリスロマイシン）                     | A          | I                |
| トリメトプリム w/ または、スルファメトキサゾール w/o                     | B          | II               |
| 使用期間の制限と局所療法の維持                                           | A          | I, II            |

- エリスロマイシン、アジスロマイシン、アモキシシリン[注 4]、セファレキシン[注 4]の有効性もサポートしている。
- 以前のガイドラインでは、アクネ菌（英語版）を減少させるためにドキシサイクリンよりも優れたミノサイクリンを推奨していた。しかし、最近のコクランレ・ビューではミノサイクリンがざ瘡に有効であるものの、他の抗生物質より優れていないことが判明している。
- ミノサイクリンは1mg/kg用量の徐放剤が最も安全であると示されているが、有効性については用量依存性が認められなかった。ドキシサイクリンは1.7 - 2.4mg/kg用量の範囲で効果的と示されている。

| 薬剤                       | 勧告の強さ | エビデンスレベル |
| -------------------------- | ---------- | ---------------- |
| 従来の投与                 | A          | I, II            |
| 中等度のざ瘡への低用量治療 | A          | I, II            |
| モニタリング               | B          | II               |
| iPLEDGEと避妊              | A          | II               |

- イソトレチノイン内服は、米国でざ瘡治療に30年以上使用されてきた。中等度のざ瘡に0.25mg/kgからの低用量治療が有効である。

2012年の欧州皮膚科学会のガイドラインは以下。
軽度から中等度の丘疹膿疱性ざ瘡
軽度から中等度の丘疹膿疱性ざ瘡へ、「過酸化ベンゾイル（固定）とアダパレン」の組み合わせ、もしくは「クリンダマイシン（固定）と過酸化ベンゾイル」の組み合わせが勧告強度「高」で推奨されている。
重度の丘疹膿疱性ざ瘡
重度の丘疹膿疱性ざ瘡の治療にイソトレチノイン内服の単独療法が勧告強度「高」で推奨されている。
中等度から重度の結節性ざ瘡
中等度から重度の結節性ざ瘡の治療にイソトレチノイン内服の単独療法が勧告強度「高」で推奨されている。
抗生物質内服について、ドキシサイクリン、リメサイクリン、ミノサイクリン、テトラサイクリンは全て同等の効果と示唆されるが、ドキシサイクリンよりもミノサイクリンで有害事象報告が多く、重篤な有害事象報告はミノサイクリンに多い。しかしドキシサイクリンはミノサイクリンにはない光線過敏がある。リメサイクリンの有害事象報告は少なく、テトラサイクリンに匹敵する。ミノサイクリンやテトラサイクリンよりも、ドキシサイクリンやリメサイクリンを優先して選択する必要があるとされている。
イソトレチノイン内服によるうつ病リスクは関連が示されていない。実際には抑うつ状態を減少させている。自殺との関連も示されていない。しかし、うつ病リスクと自殺リスクは患者に知らされるべきである。

### コクラン・レビュー
ミノサイクリンが他の一般的なざ瘡治療（他のテトラサイクリン系を含む）よりも効果的であったというエビデンスはない。
2003年のコクラン共同計画のシステマティック・レビューにおいて、ミノサイクリンが他のテトラサイクリン系より優れていると結論付けたのは、深刻な方法論的問題を有していた2つの研究だけであった。2012年のレビューでも、他のテトラサイクリン系と比較して安全性に懸念が残った。
2012年にフランスでは、利益/危険性の比がよくないことからミノサイクリンのにきびへの適応を削除した。

## 疫学
サハラ砂漠以南のアフリカ諸国以外、世界的にざ瘡の有病率は増加傾向にある。特に東アジアほど有病率が高く、開発途上国より先進国で有病率が高い。男性より女性で有病率が高く、15歳がピークとなっている。10歳と20歳の有病率がほぼ同じ水準。内因性アンドロゲンであるジヒドロテストステロン(DHT)は男性と女性でざ瘡の原因となりうる。

### 有病率
東京女子医科大学と昭和大学医学部らが行った、思春期の小学6年生から医大生を対象にしたアンケート調査によれば、
- 有症者率 58.6%、
  - 思春期を終えるまでに罹患する人の率 93.3%（男性91.9%、女性94.0%）※推測
- 平均発症年齢は13.3±1.9歳
  - 男性 13.2 ±1.4歳，女性 13.3 ±2.2歳
- 初発部位
  - 額、齢が上がると、好発部位は頬、顎と移動。
- スキンタイプ
  - 脂性肌が多い。
- 家族歴
  - 尋常性痤瘡患者群で有る。
- 増悪因子
  - 半数以上が睡眠不足との回答。
  - 痤瘡の数の多い群ほど多数の増悪因子を列挙。
- 月経と尋常性痤瘡の関係
  - 看護学生、医学生では、半数以上が関連性あり、且つ月経前に悪化。
- 治療
  - 薬局で薬を購入 36.1%
  - 肌の手入れを心がける 35.1%
  - 放置 22.6%
  - 病院で治療 11.8%
    - 病院での治療に満足 67.5%

であった。
2008年のガルデルマ株式会社、塩野義製薬株式会社が作成したパンフレットでは以下のような論文データが引用されている。ざ瘡治療のために医療機関を受診する患者は11.8%、患者の平均年齢は男性19.0±4.4歳、女性24.4±6.6歳、全体では23.5±6.6歳であった。来院患者で最も多いのは20代女性で、男性は10代の患者が多かった。男性の重症度は、軽症が20.3%、中等症が67.8%、重症が11.9%、最重症が0%であった。女性の重症度は、軽症が34.5%、中等症が54.9%、重症が9.9%、最重症が0.7%であった。
ガルデルマ株式会社が作成したPR資料においては、同社が約5000人の12 - 35歳を対象とした調査において、過去1年間ににきび治療のために医療機関を受診した患者数は254万人と推定された。日本国内におけるにきびの罹患者数は約1,500万人と推定された。2015年7月のガルデルマ株式会社、塩野義製薬株式会社による調査報告では、600名を対象とした15 - 39歳を対象とした調査報告では、にきび治療のために医療機関を受診した人は全体の3割（194/600人、32.3%）であった。女性の方が約7%高い結果となった。今回の調査対象の6割ににきび痕があった。
2011年に行われたナイジェリアの南西部に位置するイバダンでの調査報告。464人の学生のデータを分析した結果、被験者の標準偏差年齢は13.6歳（±3.6歳）、平均BMI指数は17.8kg/m2であり、合計299人(64.4%)が尋常性ざ瘡を有することが見出された。ざ瘡が頻出していた人で報告が多かったのは、毎日牛乳を飲んでいる(72.6% vs. 62.0%; P=0.035)、コーン(76.6% vs. 62.3%; P=0.016)、フライドビーフ(75.0% vs. 62.1%; P=0.042)、ケーキ(77.8% vs. 62.3%; P=0.012)。ざ瘡が少ない学生に共通していたのは、毎日バナナを食べていた(55.3% vs. 67.6%; P=0.032)。

## 社会と文化
前述の通り、にきびは人に恋し恋される青年や思春期に主に用いられる言葉であり、日本ではそれを表現する「思い面瘡思われ面皰」（おもいおもくさおもわれにきび）といったことわざも存在する。また、にきび治療薬クレアラシルのCM（1986年、島田奈美）では、「思い思われ振り振られ」（額=思い、顎=思われ、左頬=振り、右頬=振られ）という、にきびの部位による恋占いが登場したこともある。
ざ瘡治療のための社会的経済コストは相当なもので、アメリカ合衆国では、医師による500万以上の診察の原因と、直接経費で毎年25億ドル（約2,500億円）以上のコストとされる。同様にイギリスでは、毎年350万の診察の原因とされる。
ざ瘡はカナダの多くの人々に影響を与え、心理社会的および財政的影響をもたらしている。
デンマークの初期医療における抗菌薬の大きな消費増加は、近年の若者のにきびに対するテトラサイクリン使用と高い関連があった。